# Sarah Iliev
Sarah Iliev (* 3. Oktober 2006) ist eine französische Tennisspielerin.

## Karriere
Iliev spielt bislang Turniere der ITF Junior Tour und der ITF Women’s World Tennis Tour, wo sie bisher zwei Titel im Doppel gewinnen konnte.
2020 erhielt Iliev eine Wildcard für das Juniorinneneinzel der French Open, wo sie aber bereits in der ersten Runde gegen Mara Guth mit 4:6 und 3:6 verlor. Im Juniorinnendoppel erreichte sie mit ihrer Partnerin Laïa Petretic mit einem 6:3, 3:6 und [10:7] Sieg über Julia Garcia und Leyre Romero Gormaz das Achtelfinale, wo die beiden dann gegen Kamilla Bartone und Oxana Olegowna Selechmetjewa mit 3:6 und 3:6 verloren.
2021 erhielt sie wieder eine Wildcard für das Juniorinneneinzel der French Open, wo sie in der ersten Runde gegen Robin Montgomery mit 0:6, 6:3 und 3:6 verlor. Im Juniorinnendoppel erhielt sie mit Partnerin Loïs Boisson ebenfalls eine Wildcard. Die beiden verloren aber ebenfalls bereits in der ersten Runde gegen Elizabeth Coleman und Michaela Laki mit 4:6 und 2:6.
Auch 2022 erhielt sie eine Wildcard für das Juniorinneneinzel der French Open, wo sie mit einem 2:6, 6:4 und 6:4-Sieg gegen Xenija Saizewa in der ersten Runde in die zweite Runde einziehen konnte. Sie unterlag dort aber dann Taylah Preston mit 3:6 und 5:7. Für das Juniorinnendoppel erhielt sie zusammen mit Tiantsoa Sarah Rakotomanga Rajaonah ebenfalls eine Wildcard, welche die beiden aber ebenfalls nicht nutzen konnten und bereits in der ersten Runde gegen Hayu Kinoshita und Sara Saito mit 6:3, 5:7 und [4:10] verloren. Bei den US Open erhielt sie auch eine Wildcard für das Juniorinneneinzel und erreichte dort mit einem 3:6, 6:0 und 6:0-Sieg gegen Luciana Moyano die zweite Runde, wo sie dann Lucie Havlíčková mit 6:3, 1:6 und 3:6 unterlag. Im November erreichte sie ihr erstes Finale bei einem ITF-Turnier im Einzel in Monastir, wo sie Merna Refaat mit 3:6 und 1:6 unterlag.
2023 erreichte sie im Januar wiederum ein Finale im Einzel bei einem ITF-Turnier. In Fort-de-France unterlag sie im Finale Emma Léné mit 2:6 und 4:6. Im Mai erhielt sie dann eine Wildcard für die Qualifikation zum Hauptfeld im Dameneinzel der Internationaux de Strasbourg, ihrem ersten Turnier auf der WTA Tour. Mit einem 5:7, 6:4 und 6:3 Erstrundensieg gegen Ellen Perez konnte sie in die zweite Runde einziehen.

## Turniersiege

### Doppel
| Nr. | Datum             | Turnier              | Kategorie | Belag             | Partnerin | Finalgegnerinnen                     | Ergebnis          |
| --- | ----------------- | -------------------- | --------- | ----------------- | --------- | ------------------------------------ | ----------------- |
| 1.  | 7. September 2024 | Saint-Palais-sur-Mer | ITF W50   | Sand              | Emma Léné | Justina Mikulskytė Sapfo Sakellaridi | 7:65, 6:2         |
| 2.  | 7. März 2025      | Hagetmau             | ITF W15   | Hartplatz (Halle) | Emma Léné | Ayana Akli Mia Horvit                | 7:62, 3:6, [10:8] |